# Belgische gemeenteraadsverkiezingen 1884
De Belgische gemeenteraadsverkiezingen van 1884 vonden plaats op zondag 19 oktober 1884. De vorige gemeenteraadsverkiezingen vonden op dinsdagen plaats; vanaf nu op zondagen.
De gemeenteraden van alle 2.587 Belgische gemeenten werden gedeeltelijk verkozen. De raadsleden worden verkozen voor een termijn van zes jaar, maar de raad wordt elke drie jaar voor de helft herverkozen (twee series). Het meerderheidsstelsel gold, met een tweede ronde (ballotage) wanneer onvoldoende kandidaten een meerderheid halen.

## Politieke context
Na de grote katholieke overwinning bij de wetgevende verkiezingen in juni en juli 1884, werd de katholieke regering-Malou gevormd. Ministers Charles Woeste en Victor Jacobs voerden een agressief beleid. De wet-Jacobs van 30 augustus 1884 hief het staatsmonopolie over onderwijs op. Gemeentebesturen mochten voortaan neutrale (staats)scholen vervangen door "vrije" scholen, met leraren zonder diploma en met godsdienst als vak. 
In het liberale Brussel was er in augustus en september protest tegen de katholieke regering. Burgemeester Karel Buls riep op om bij de gemeenteraadsverkiezingen een signaal te geven.
Deze verkiezingen waren de eerste met (naast het 'gewone' censuskiesrecht) ook het capaciteitskiesrecht, het jaar voordien ingevoerd door de toen nog liberale regering-Frère-Orban II. Dankzij dit nieuwe kiesrecht waren er bijna een kwart meer gemeenteraadskiezers (97.688 'capacitaire' kiezers).
Bij deze gemeenteraadsverkiezingen hielden de liberalen stand, mogelijks geholpen door het capaciteitskiesrecht. Ondanks dat de katholieken in totaal 473 gemeenteraadszetels vooruitgingen, raakten de liberalen herverkozen in belangrijke steden, en bestuurden de liberalen samengeteld de meeste inwoners.
Kort na deze gemeenteraadsverkiezingen van 1884 werd de regering opgevolgd door de katholieke regering-Beernaert, zonder ministers Woeste en Jacobs. Een parallel met de verkiezingen van 1857 kan worden gemaakt. Samen met de gemeenteraadsverkiezingen van 27 oktober 1857 is dit één van twee vooroorlogse gemeenteverkiezingen die een duidelijk rechtstreeks gevolg hadden voor de nationale politiek.

## Uitslagen
De liberalen staan sterk in steden, de katholieken op het platteland. Op provinciaal niveau staan de katholieken het sterkst in de provincies Antwerpen, Oost-Vlaanderen, West-Vlaanderen en Limburg. De liberalen doen het goed in Brabant, Henegouwen en Luik. In Namen en Luxemburg zijn beide partijen meer in evenwicht.
|  | Provincie  | Stad/gemeente | Uitslag gemeenteraad | Burgemeester                                                                    |
|  | ---------- | --- | --- | ------------------------------------------------------------------------------- |
|  | Antwerpen  | Antwerpen | Dit was een strijdplek tussen katholieken en liberalen. De militaire reserves stonden klaar in geval van ordehandhaving, maar het bleef uiteindelijk rustig. Er waren in totaal 14.629 stemmen (14.385 geldig; 244 ongeldig of blanco) uitgebracht. De liberalen wonnen. | Liberaal Léopold de Wael (zittend)                                              |
|  | Antwerpen  | Mechelen | De katholieken wonnen. | Liberaal Philibert Verhaghen wordt opgevolgd door katholiek Eugène de Kerckhove |
|  | Brabant    | Brussel | Er waren 10.365 stemmen (10.146 geldig; 217 ongeldig of blanco). De liberale lijst werd verkozen (Allard haalde met 6.928 de meeste stemmen). | Liberaal Karel Buls (zittend, geen deel van de te herverkiezen reeks)           |
|  | Brabant    | In de grootste gemeenten rond Brussel (Laken, Schaarbeek, Sint-Joost-ten-Node, Elsene, Ukkel, Sint-Gillis, Anderlecht, Sint-Jans-Molenbeek) wonnen de liberalen. | In de grootste gemeenten rond Brussel (Laken, Schaarbeek, Sint-Joost-ten-Node, Elsene, Ukkel, Sint-Gillis, Anderlecht, Sint-Jans-Molenbeek) wonnen de liberalen. |                                                                                 |
|  | Brabant    | Leuven | De liberalen wonnen | Liberaal Leopold Vander Kelen (zittend)                                         |
|  | Brabant    | Nijvel | De katholieken wonnen |                                                                                 |
|  | Henegouwen | Bergen | De liberalen waren verkozen. |                                                                                 |
|  | Luik       | Luik | De liberalen wonnen. Er waren 7.664 stemmen (7.490 geldig; 174 ongeldig of blanco) in totaal. |                                                                                 |
|  | Namen      | Namen | De liberalen wonnen. |                                                                                 |
|  | Oost-Vl.   | Aalst | De katholieken winnen. | Katholiek Victor Van Wambeke (zittend)                                          |
|  | Oost-Vl.   | Gent | De liberalen wonnen met grote meerderheid tegen de socialisten (de katholieken kwamen niet op). | Liberaal Hippolyte Lippens (zittend)                                            |
|  | Oost-Vl.   | Sint-Niklaas | De katholieken winnen zonder strijd. |                                                                                 |
|  | West-Vl.   | Brugge | De katholieken wonnen. | Katholiek Amedée Visart de Bocarmé (zittend)                                    |
|  | West-Vl.   | Oostende | De liberalen wonnen. | Liberaal Charles Janssens (zittend)                                             |